# Lutningsvisare
Lutningsvisare är en tavla längs med en järnväg som indikerar förändring i lutningen. Lutningsvisare har olika utformning i olika länder. På tavlan finns angivet lutningen uttryckt i promille samt längden för lutningen.

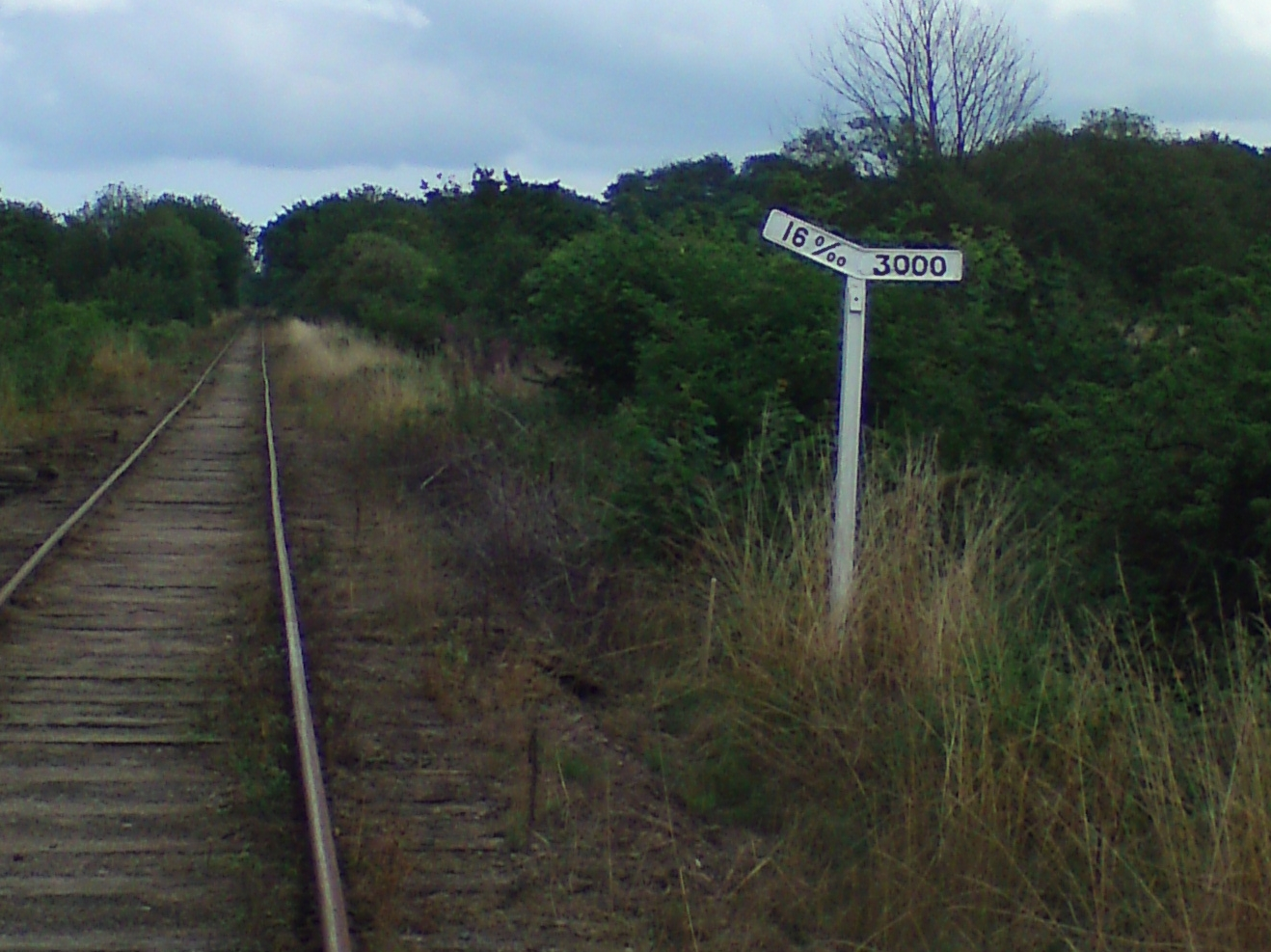
Lutningsvisare på järnvägslinjen Kristianstad - Ystad. Från stolpen kommer en sträcka på 3000 meter med 16 promilles stigning.

## Användningsområde
Under ångloksepoken var lutningsvisaren betydelsefull för lokpersonalens sätt att hantera lokomotivet. Vattenstånd och eldstadens skick för exempelvis pådrag i backe skiljer sig åt jämfört med plana sträckor eller utförsbackar, där bromsningen – även idag – i stället måste beaktas.

## I Sverige
En lutningsvisare har två vingar. Den högra vingen informerar om hur långt lutningsvisarens uppgift gäller (uttryckt i meter - avrundat), medan den vänstra vingen visar lutningen. Om den vänstra vingen pekar snett uppåt från stolpen stiger spåret med det promilletal som anges, pekar den neråt anges att spåret faller med det angivna lutningsförhållandet. Den vänstra vingen kan också vara horisontell, vilket markerar att lutningen är mindre än fem promille. Ligger lutningen inom ±2 promille är vingen vit med ett svart H, annars markeras med svarta trianglar vars spetsar pekar uppåt att spåret stiger med mellan två och fem promille, eller med svarta trianglar med spetsen neråt att det faller på samma sätt. Den högra vingens lutning är till för tåg som färdas i andra riktningen (den är ju då vänstervinge).
Nyare lutningsvisare är dock gjorda av blå plast med vita siffror och även äldre visare ges dessa färger vid ommålning.

## Galleri

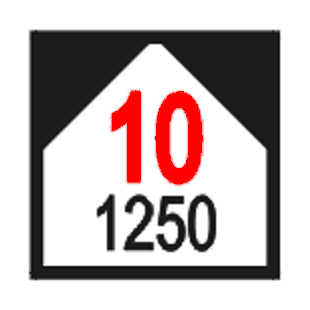
Österrikisk lutningsvisare som anger att spåret stiger med 10 promille i 1250 m.
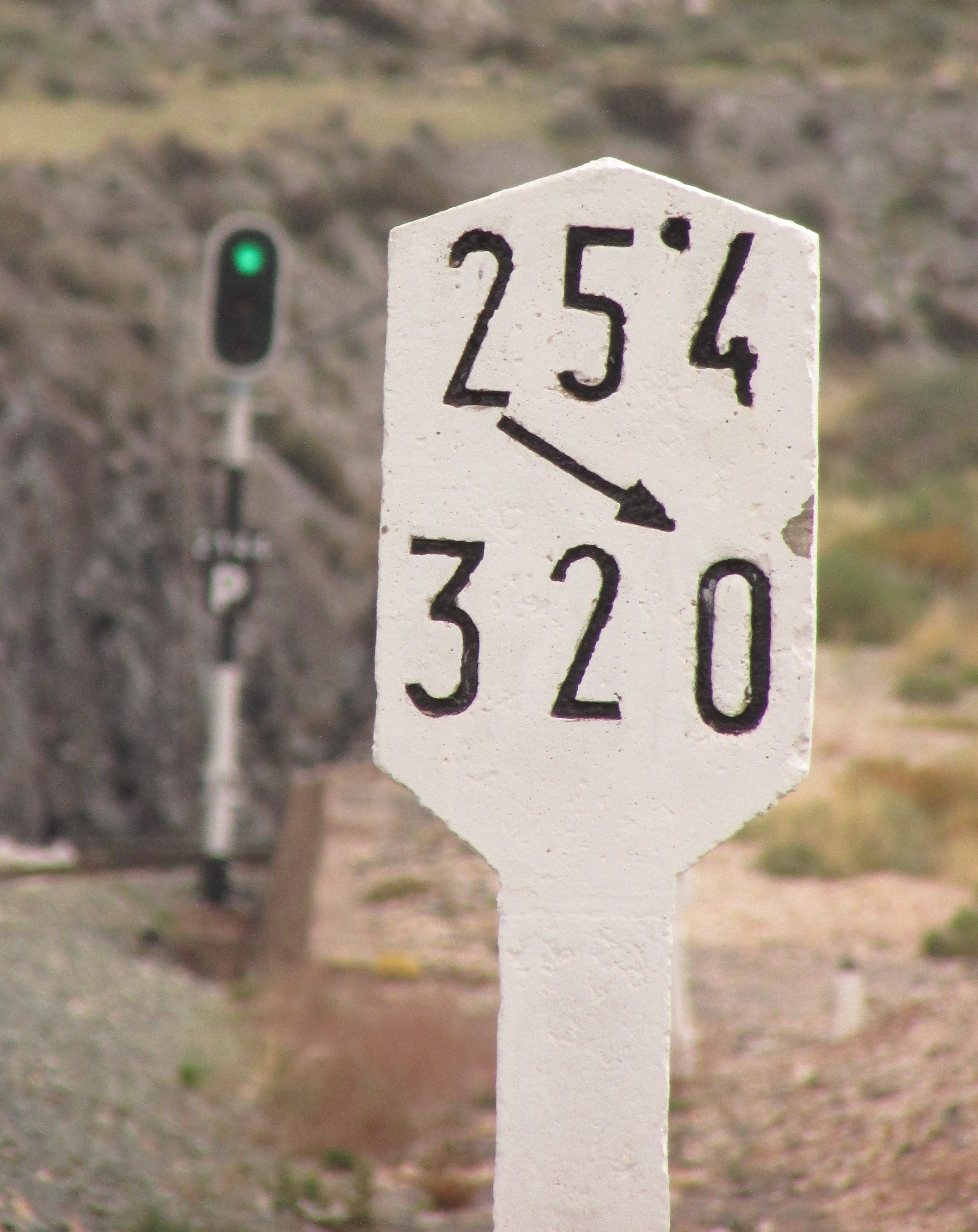
Lutningsvisare i Almeria, Spanien.
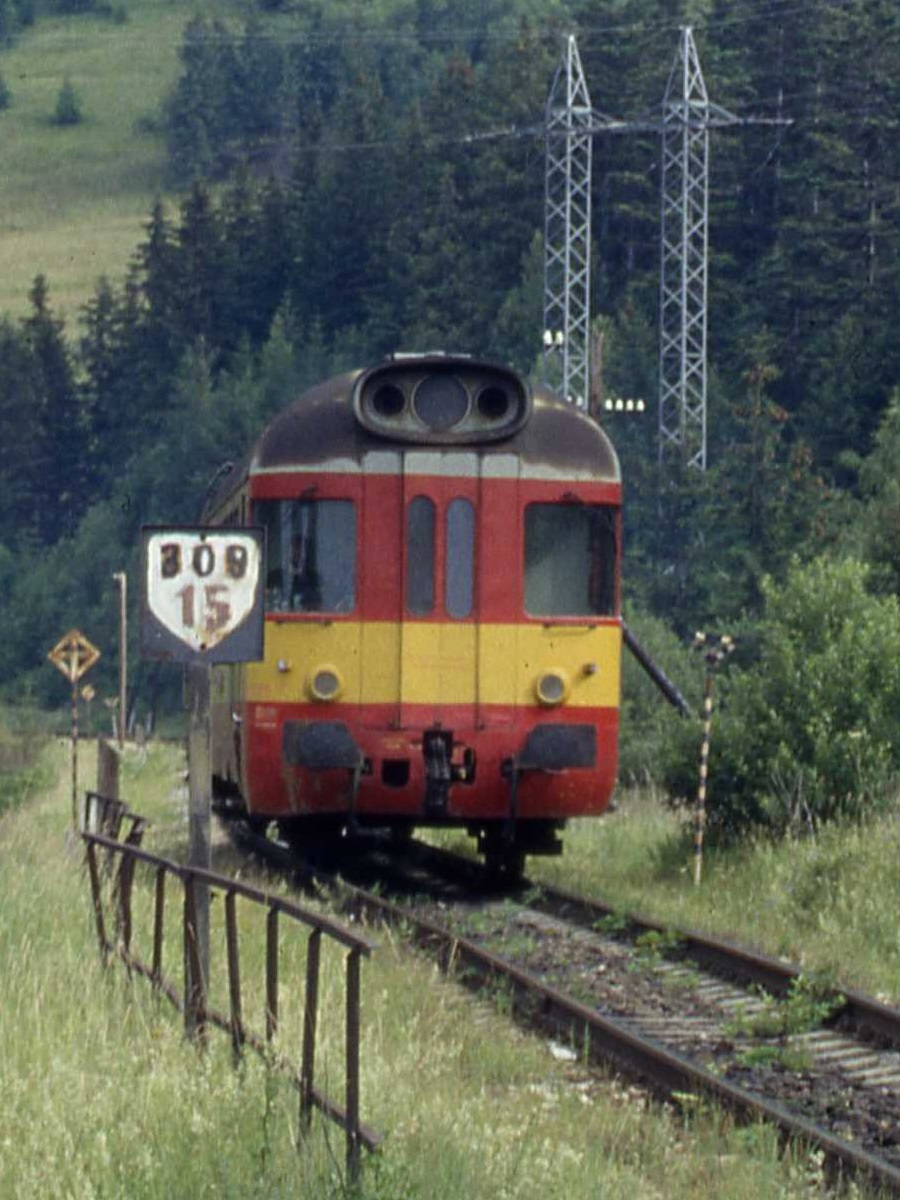
Slovakisk lutningsvisare.
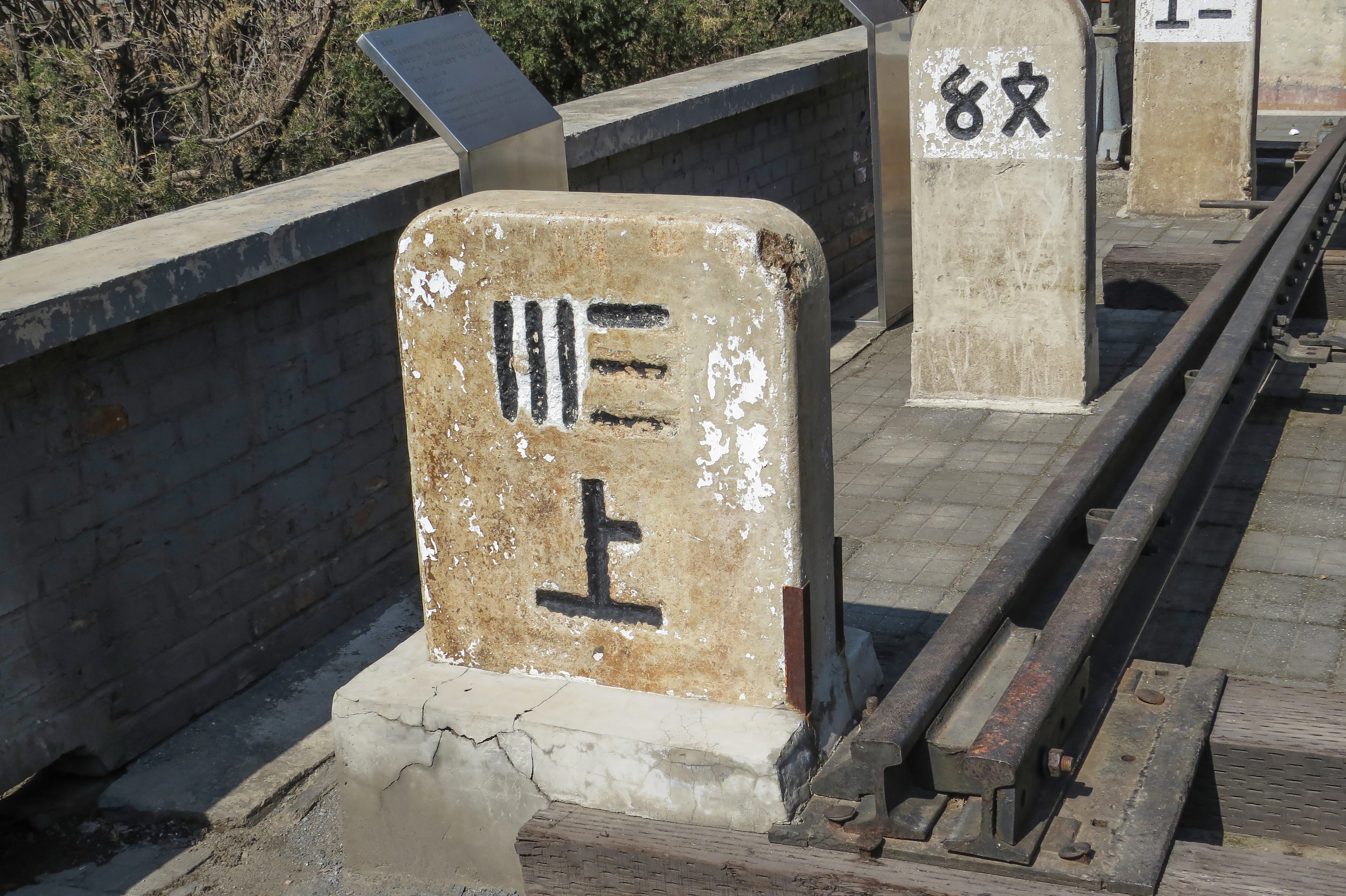
Kinesisk lutningsvisare som anger en stigning på 1:33.
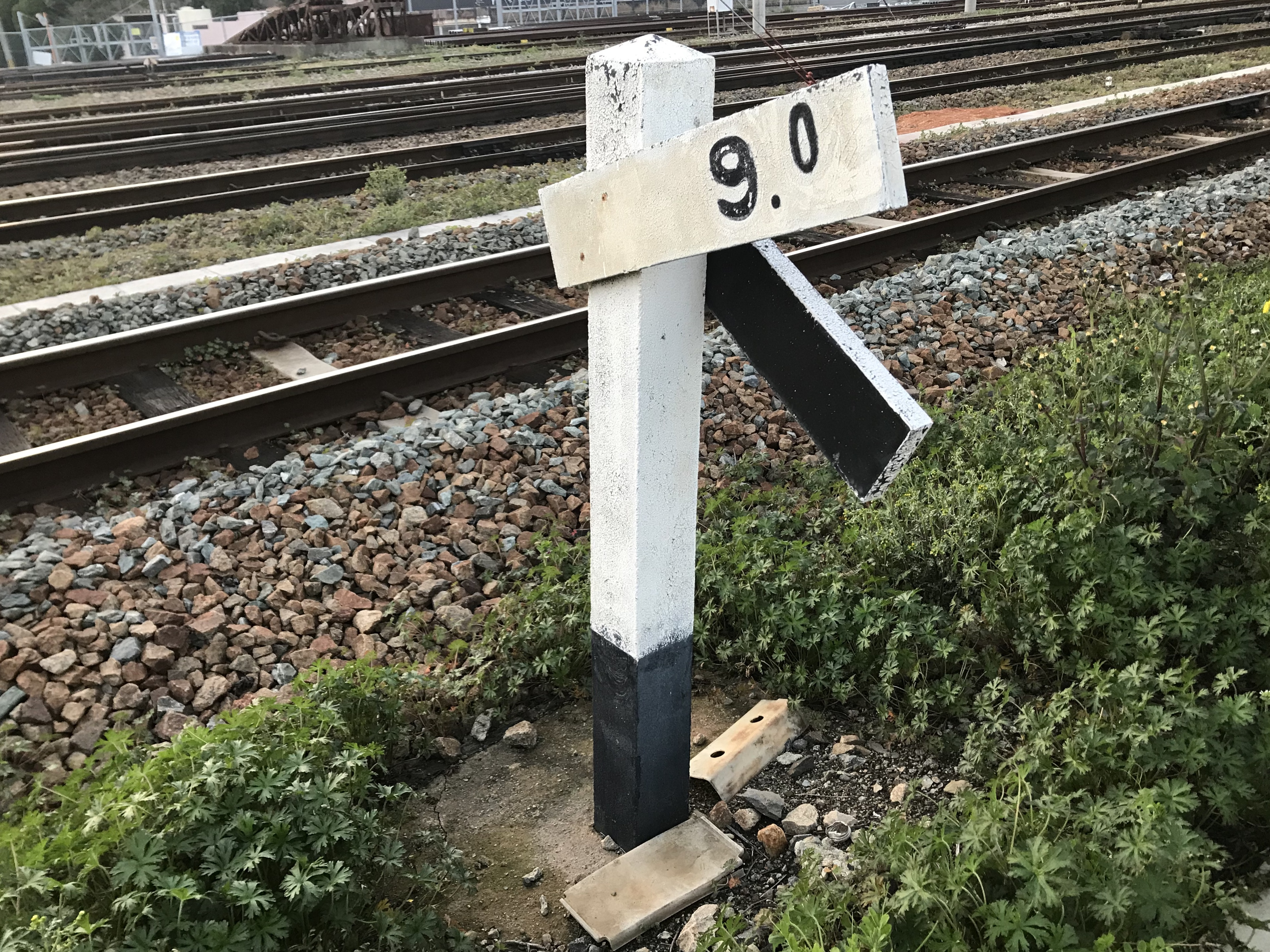
Lutningsvisare i Japan.
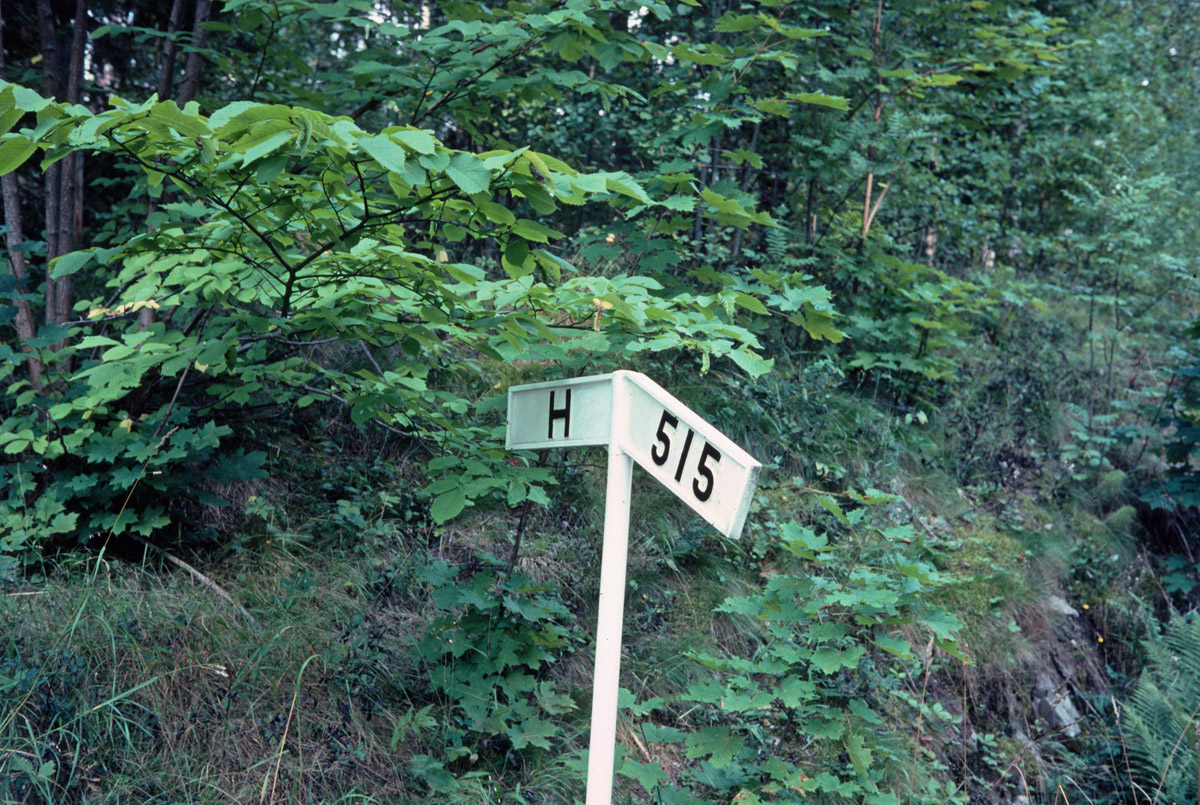
Lutningsvisare på Nora Bergslags Järnväg (1979)